# アントン・ハリソン
アントン・クリストファー・ハリソン（Anton Christopher Harrison, 2002年2月2日 - ）は、アメリカ合衆国ワシントンD.C.出身のアメリカンフットボール選手。ポジションはオフェンシブタックル。

## 経歴

### カレッジ
オクラホマ大学では3年目の2022年シーズンにオールビッグ12ファーストチームに選出された。このシーズン終了後、2023年のNFLドラフトにアーリーエントリーした。

### ジャクソンビル・ジャガーズ
| 6 ft 4+3⁄8 in (194 cm) | 315 lb (143 kg) | 34+1⁄8 in (87 cm) | 9+1⁄4 in (23 cm) | 4.98 s | 1.77 s | 2.87 s | 4.84 s | 28.5 in (72 cm) | 8 ft 9 in (2.67 m) | 24 回 |
| Sources:               |                 |                   |                  |        |        |        |        |                 |                    |       |

ドラフト全体27位でジャクソンビル・ジャガーズから指名された。